# Devin Booker (Basketballspieler, 1991)

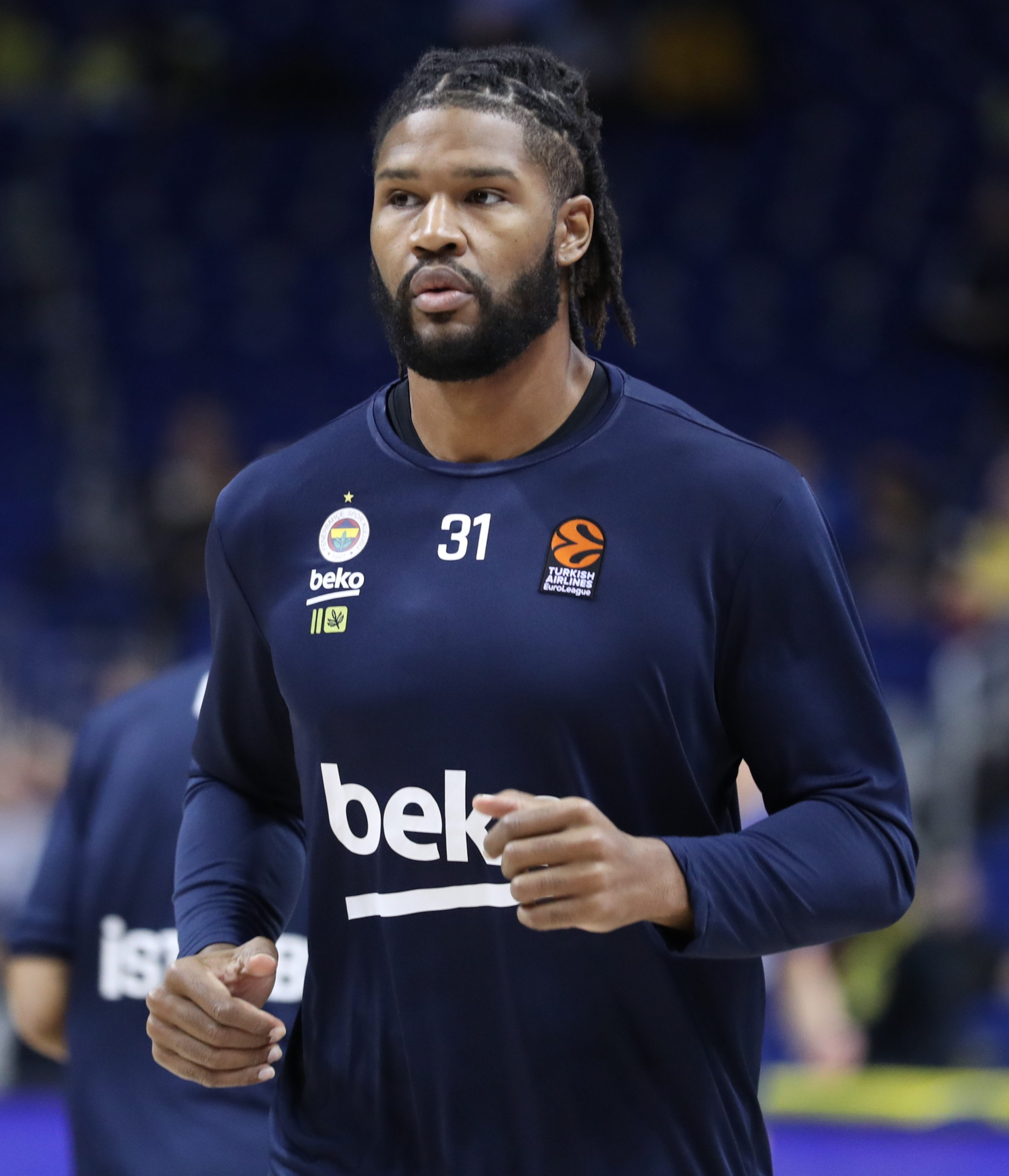
Devin Booker (2021)

Devin Rydale Booker (* 28. Februar 1991 in Whitmire, South Carolina) ist ein US-amerikanischer Basketballspieler.

## Leben und Karriere

### High-School und College
Booker spielte vier Jahre Basketball an der Union County High School, in Union, South Carolina, bevor er anschließend von 2009 bis 2013 für die Clemson Tigers auflief. In der Hochschulmannschaft der Clemson University spielte er an der Seite seines Bruders Trevor Booker.

### Profikarriere
Booker begann 2013 seine Profikarriere in Frankreich beim Erstligisten SLUC Nancy Basket. In Nancy setzte er sich nicht durch, stand im Schatten seines Landsmanns Randal Falker und litt unter einer Verletzung. Booker wurde im Laufe der Saison 2013/14 in Nancy entlassen und wechselte in die zweithöchste Liga des Landes, die LNB Pro B, zu JL Bourg-en-Bresse. In Bourg-en-Bresse entwickelte er sich zum Leistungsträger und wurde als bester Spieler der Pro-B-Endrunde der Saison 2013/2014 ausgezeichnet. Er stieg mit der Mannschaft in die höchste französische Liga, die LNB Pro A, auf und war in dieser im Spieljahr 2014/15 ebenfalls Mitglied von JL Bourg-en-Bresse.
2015 unterschrieb er bei Élan Chalon, spielte mit der Mannschaft ebenfalls in der ersten Liga Frankreichs sowie zusätzlich im europäischen Wettbewerb FIBA Europe Cup, erreichte dort mit Chalon das Halbfinale. Diese wurde gegen Varese verloren, im Spiel um den dritten Platz trug Booker 14 Punkte zum Gewinn der Bronzemedaille bei. Im folgenden Spieljahr 2015/16 wurde er als bester Spieler der französischen Liga benannt, nachdem er in der Hauptrunde der LNB ProA im Schnitt 15,1 Punkte sowie 7,6 Rebounds erreicht hatte.
Nachdem Booker im Juni 2016 mit den New York Knicks an der NBA Summer League teilgenommen hatte, unterschrieb er am 17. Juli 2016 beim Basketball-Bundesliga-Verein FC Bayern München. 2018 und 2019 wurde er mit dem FCB deutscher Meister. 2018 stand er mit München im Halbfinale des EuroCups. Zur Saison 2019/20 wechselte Booker zum BK Chimki nach Russland. Beim Schiedsgericht des Basketball-Weltverbandes FIBA machte er anschließend ausstehende Gehaltszahlungen geltend, BK Chimki wurde von dem Gericht verurteilt, Booker 712 000 US-Dollar nachzuzahlen.
Im Juni 2021 wurde Booker als Neuzugang von Fenerbahçe Istanbul vermeldet. Mit der Mannschaft gewann er 2022 die türkische Meisterschaft. Im Sommer 2023 kehrte er nach München zurück. Er gewann mit München in der Saison 2023/24 die deutsche Meisterschaft und den Pokalwettbewerb. 2025 wurde der deutsche Meistertitel erfolgreich verteidigt. Anschließend wechselte er nach Italien zu Olimpia Milano.

### Persönliches
Booker ist der Bruder von Trevor Booker, der in der NBA unter anderem für die Indiana Pacers spielte, und der Cousin von Jordan Hill, der in der NBA bei den New York Knicks, den Houston Rockets, den Los Angeles Lakers, den Indiana Pacers und den Minnesota Timberwolves unter Vertrag stand.

## Erfolge und Auszeichnungen
- Hauptrunden-MVP der LNB Pro A: Saison 2015/16
- Deutscher Meister: 2018, 2019, 2024, 2025
- Deutscher Pokalsieger: 2018, 2024
- Türkischer Meister: 2022